# Claire Etcherelli
Claire Etcherelli (Burdeos, 11 de enero de 1931-5 de marzo de 2023) fue una escritora francesa. 

## Biografía
Cuando se instala en París trabaja en una fábrica. El trabajo en cadena con toda su dureza, las relaciones humanas conflictivas y el racismo aparecerán en su primera novela Elisa o la verdadera vida (Elise ou la vraie vie), en francés). Claire Etcherelli fue dirigente sindical y se comprometió en la defensa de los intereses independentistas de Argelia.

## Obras
- Elisa o la verdadera vida, Premio Femina en 1967, será filmada  por Michel Drach en 1970.
- À propos de Clémence, 1971
- Un arbre voyageur, 1978
- Participa en la obra colectiva, Cent poèmes contre le racisme (Cien poemas contra el racismo), 1985